# Equipo de Fed Cup de El Salvador
El Equipo salvadoreño de Fed Cup, representa El Salvador en Fed Cup tenis la competencia y se rigen por la Federación Salvadoreña de Tenis.

## Historia
El Salvador participó en su primera Copa Davis en 1992.